# Zahna-Elster
Zahna-Elster es una ciudad situada situado en el distrito de Wittenberg, en el estado federado de Sajonia-Anhalt (Alemania), a una altitud de 120 metros. Su población a finales de 2015 era de unos 9300 habitantes y su densidad poblacional, 63 hab/km².
La actual ciudad fue fundada en 2011 mediante la refundación de la ciudad de Zahna, que ese año fusionó su territorio con el de los hasta entonces vecinos municipios rurales de Dietrichsdorf, Elster (Elbe), Gadegast, Leetza, Listerfehrda, Mühlanger, Zemnick y Zörnigall.
Se encuentra en la periferia oriental de la capital distrital Wittenberg, junto a la frontera con el estado de Brandeburgo.